# 陆文治
陆文治（？—？），汉族，广东肇庆人，又名卢永炽、卢德光，中国共产党早期领导人。

## 生平
早年在香港做工，加入中国共产党。1925年参加省港大罢工。1928年4月，起任中共广东省委候补委员；11月起任广东省委常委、候补书记，分管组织工作、並且兼任全国总工会书记。1929年11月，起任中共广东省委书记。1931年，任中共闽粤赣边临时省委书记、闽粤赣边军事委员会主席。1931年11月，当选为中华苏维埃共和国中央执委会委员，同月在赴上海给中共中央送款途中潜逃脱党。此后情况不详。